# Sonthofen

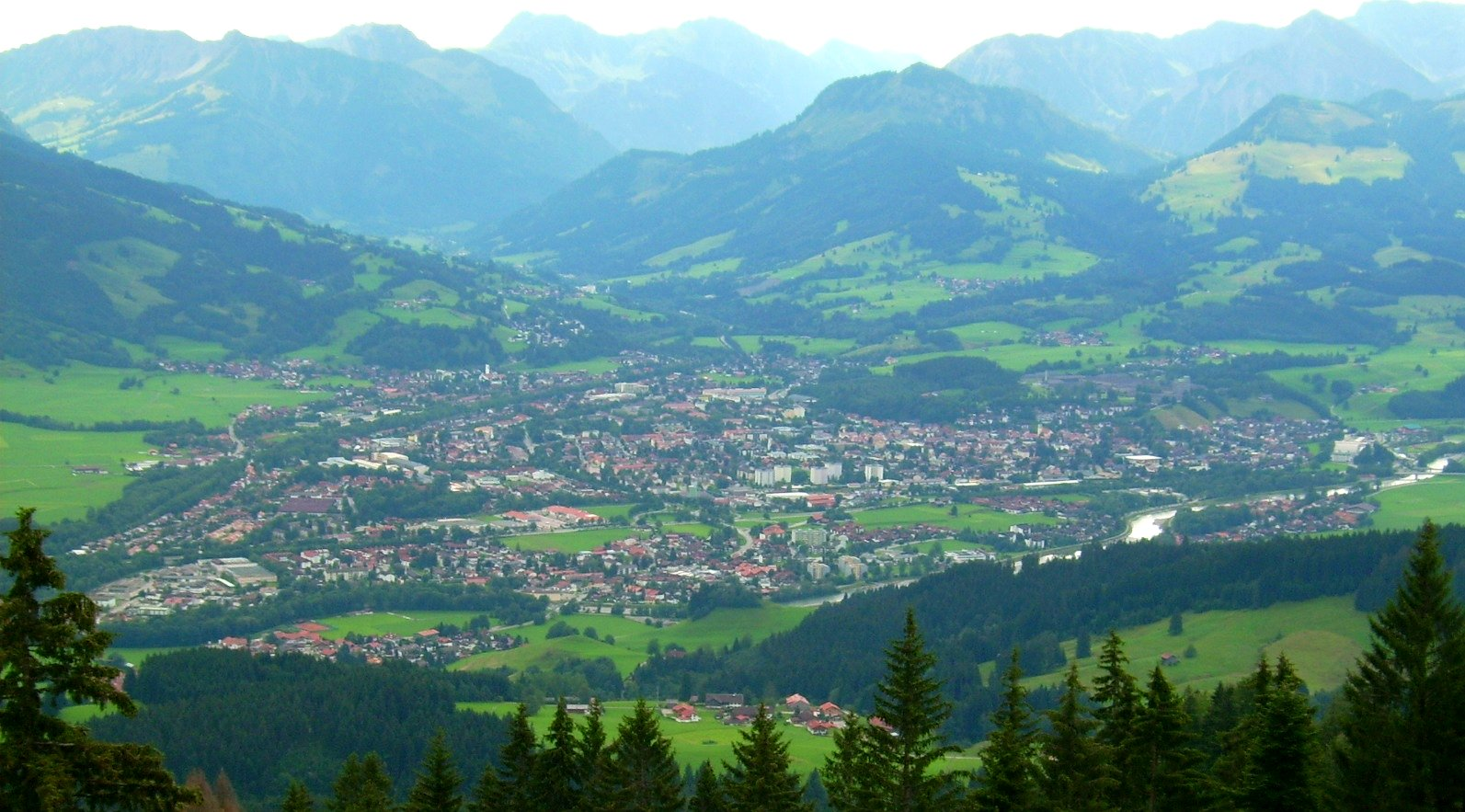
Sonthofen

Sonthofen este un oraș din districtul Oberallgäu, regiunea administrativă Șvabia, landul Bavaria, Germania.